# Kochosa
Genre
Kochosa est un genre d'araignées aranéomorphes de la famille des Lycosidae.

## Distribution
Les espèces de ce genre sont endémiques d'Australie.

## Description
Les mâles mesurent de 3,3 à 5,9 mm et les femelles de 3,4 à 11,3 mm.

## Liste des espèces
Selon World Spider Catalog (version 24, 19/02/2023) :
- Kochosa aero Framenau, Castanheira & Yoo, 2023
- Kochosa asterix Framenau, Castanheira & Yoo, 2023
- Kochosa australia Framenau, Castanheira & Yoo, 2023
- Kochosa confusa Framenau, Castanheira & Yoo, 2023
- Kochosa erratum Framenau, Castanheira & Yoo, 2023
- Kochosa fleurae Framenau, Castanheira & Yoo, 2023
- Kochosa mendum Framenau, Castanheira & Yoo, 2023
- Kochosa nigra Framenau, Castanheira & Yoo, 2023
- Kochosa obelix Framenau, Castanheira & Yoo, 2023
- Kochosa queenslandica Framenau, Castanheira & Yoo, 2023
- Kochosa sharae Framenau, Castanheira & Yoo, 2023
- Kochosa tanakai Framenau, Castanheira & Yoo, 2023
- Kochosa tasmaniensis Framenau, Castanheira & Yoo, 2023
- Kochosa timwintoni Framenau, Castanheira & Yoo, 2023
- Kochosa tongiorgii Framenau, Castanheira & Yoo, 2023
- Kochosa westralia Framenau, Castanheira & Yoo, 2023

## Systématique et taxinomie
Ce genre a été décrit par Framenau, Castanheira et Yoo en 2023 dans les Lycosidae.

## Étymologie
Ce genre est nommé en l'honneur de Carl Ludwig Koch et Ludwig Carl Christian Koch.

## Publication originale
- Framenau, Castanheira & Yoo, 2023 : « The artoriine wolf spiders of Australia: the new genus Kochosa and a key to genera (Araneae: Lycosidae). » Zootaxa, no 5239(3), p. 301-357.